# Văn (nước)
Văn (tiếng Trung: 文) là một phiên thuộc của nhà Châu, ước nằm ở địa phận Trì Châu hiện nay.

## Lịch sử
Theo các sách Tục tư trị thông giám, Triều Tiên vương triều thực lục và Đại Nam thực lục, quân chủ nước Văn vốn thuộc tông thất nhà Hạ, bị Thành Thang an trí tại Noãn Khâu (卵丘). Cứ theo các thư tịch thời Đông Hán, chu vi nước này áng chừng 15 dặm vuông, Bắc giáp Tống và Nam thông ra Hoài Hà, phía Nam Hoài Hà lại là đất Sở.
Do Văn là nước nhỏ, thường bị Ngô và Việt từ phía Đông sang quấy nhiễu nên phải liên hôn với các nước Lỗ, Tống để phòng ngừa. Vào khoảng triều Chu Hiển vương, có quốc chủ là Khinh Tích (文氫勣) siêng mộ quân trữ lương, sau 3 năm thì tiến công nước Ngô. Người Ngô bấy giờ vui hưởng thái bình nên ngựa không kịp đóng yên, xe không kịp đóng trục, bị sát hại đến vài phần. Nhưng Khinh Tích bị em là Khinh Khiển (文氫繾) giết rồi tiếm ngôi. Khiển sợ thanh thế quân Ngô nên vội dâng đầu của Tích tạ tội, lại xin nội thuộc nước Tống để được yên ổn.
Nước Văn được cho là tồn tại thêm hai đời vua nữa thì cáo chung, nhưng người tông thất được nhà Tống ban quan tước và cho tiếp tục cai trị đất cũ.